# Siebenten-Tags-Adventisten Reformationsbewegung
Die Siebenten-Tags-Adventisten Reformationsbewegung (STA-REF) ist eine protestantische Glaubensgemeinschaft, die auf eine Abspaltung der Freikirche der Siebenten-Tags-Adventisten zurückgeht.

## Geschichte
Weltanschauliche Differenzen in der Gemeinschaft der Siebenten-Tags-Adventisten führten dazu, dass sich die Reformadventisten von der Mutterkirche abspalteten, und sich in der Gemeinschaft der „Siebenten-Tags-Adventisten Reformationsbewegung“ (1925, Resolution 11) international (die Unionen aus den verschiedenen Ländern trugen unterschiedliche Namen) zusammenschlossen. Gleichzeitig wurde auch der deutsche Unionsnahme der Reformadventisten – Internationale Missionsgesellschaft der Siebenten-Tags-Adventisten Reformationsbewegung – parallel geführt.
Die „Deutsche Union“ der Reformadventisten wurde 1919 gegründet, sie nannte sich zunächst „Internationale Missionsgesellschaft der Siebenten-Tags-Adventisten, alte seit 1844 stehengebliebene Richtung“, registriert am 23. Dezember 1919. Dieser Name wurde auf der Unionskonferenz vom 4. bis 7. August 1921, für die deutsche Union auf „Internationale Missionsgesellschaft der Siebenten-Tags-Adventisten Reformationsbewegung“ geändert.

### Spaltung im Ersten Weltkrieg
Die Weltanschauliche- bzw. Glaubensdifferenz, die zur Abspaltung von der Kirche der Siebenten-Tags-Adventisten führte, betraf die sogenannte Militärfrage:
Als „guten Bürgern“ war es den Mitgliedern der Siebenten-Tags-Adventisten vonseiten ihrer verantwortlichen Seelsorger grundsätzlich freigestellt, im Ersten Weltkrieg in Deutschland für „Kaiser und Volk“ am Militärdienst teilzunehmen, wenn auch bevorzugt im Sanitätsdienst. Allerdings kam es in Deutschland auch zu Ausschlüssen von Glaubensbrüdern, die den Militärdienst im Ersten Weltkrieg verweigerten. Unter „Adventistenprediger und Vaterland“, wurde in den „Dresdner Neuesten Nachrichten“, am 12. April 1918, Seite 3, folgende Aussage getroffen:

„Am Anfang des Krieges spaltete sich unsere Gemeinde in zwei Parteien. Während 98 Prozent unserer Glieder auf Grund biblischer Forschung den Standpunkt vertraten, dass es Gewissenspflicht sei, das Vaterland mit der Waffe zu verteidigen, und zwar auch am Sabbat, und diesen von der gesamten Leitung vertretenen Standpunkt auch sofort dem Kriegsministerium zum Ausdruck brachten, fügten sich 2 Prozent dem Gesamtbeschluß nicht und mussten schließlich auf Grund ihres unchristlichen Verhaltens ausgeschlossen werden.“

Diese Haltung konnten viele der Gemeindemitglieder, aufgrund des biblischen Gebotes „Du sollst nicht töten“ und der Verletzung des göttlichen Ruhetages (Sabbat) im Krieg, nicht teilen und verweigerten den Dienst an der Waffe in jeder Form – was ihnen, ebenso wie im Dritten Reich, Verfolgung und Schwierigkeiten als sogenannte „Vaterlandsverräter“ einbrachte.
Aus den adventistischen Kleingruppen, die sich gegen den Kriegsdienst aussprachen, bildete sich bereits im Herbst 1915, unter den Siebenten-Tags-Adventisten die adventistische Reformationsbewegung. 1921 existierten Reformgemeinden in „Deutschland, Schweiz, Dänemark, Norwegen, Rumänien, Bulgarien, Serbien, Ungarn, Polen, Australien, Kuba und Jamaika“, sowie Niederlande, Schweden und Estland.
Im Jahr 1922 versuchten Abgeordnete der Reformadventisten, anlässlich der Generalkonferenzsitzung der Siebenten-Tags-Adventisten, vom 11. bis 31. Mai in San Francisco, USA, die Militärfrage vor die Delegaten der Generalkonferenz zu bringen, um diese Frage zu klären, was ihnen aber von der Leitung der Siebenten-Tags-Adventisten nicht gewährt wurde. Da keine Klärung in dieser Frage erreicht werden konnte, wurde die Trennung damit besiegelt.
2014 – 100 Jahre nach Ausbruch des Ersten Weltkrieges – gaben die Süd- und Norddeutschen Verbände der Freikirche der Siebenten-Tags-Adventisten die Erklärung „Schuld und Versagen“ heraus, in der sie sich für die deutschen Siebenten-Tags-Adventisten bei den beiden Reformationsbewegungen für das Versagen in der Militärfrage des Ersten Weltkriegs entschuldigten: „Auch wenn heute niemand der damals Beteiligten mehr am Leben ist, so bitten wir doch ihre Kinder und Nachkommen sowie die beiden existierenden Gruppen der Reformationsbewegung um Entschuldigung für unser Versagen.“
1925 wurde bei der ersten Generalkonferenztagung der Reformadventisten, in Gotha, Deutschland, die „Gemeinschaft der Siebenten-Tags-Adventisten Reformationsbewegung“ gegründet und am 20. Juli 1925 wurden unter dem Titel „Die Glaubensgrundsätze der Gemeinschaft der Siebenten-Tags-Adventisten Reformationsbewegung“, deren bis heute gültigen 37 Glaubensgrundsätze beschlossen.

### Zweiter Weltkrieg
Am 29. April 1936 wurde die Gemeinschaft in Deutschland, von der Geheimen Staatspolizei, unter Reinhard Heydrich, verboten:

„Auf Grund des §1 der VO des Reichspräsidenten zum Schutz von Volk und Staat vom 28.2.1933 (Reichsgesetzblatt I S. 83) wird die Sekte „Siebenten-Tags-Adventisten, Reformationsbewegung“ für das gesamte Reichsgebiet aufgelöst und verboten. Das Vermögen wird beschlagnahmt. … Die Anhänger dieser Sekte verweigern den Wehrdienst und lehnen es ab, den Deutschen Gruß anzuwenden. Sie erklären offen, daß sie kein Vaterland kennen, sondern international eingestellt seien und alle Menschen als Brüder betrachten.“

Die Mitgliederzahl der Reformationsbewegung wird für Deutschland im Jahr 1934, mit rund 2.000 angegeben.
Die Gemeinschaft stellte rund 37 Prozent aller religiös motivierten Kriegsdienstverweigerer während der Zeit des Nationalsozialismus, die nicht den Zeugen Jehovas angehörten.

### Spaltung von 1951
Auf der Generalkonferenz (GK) in Zeist, Niederlande, vom 7. bis 31. Mai 1951 (ungespalten bis 20. Mai), kam es auch in dieser Kirche (Glaubensgemeinschaft) zu einer Spaltung. Die weltweite Mitgliederzahl betrug damals 10.697 bzw. 10.762, welche 53 Delegaten zur GK entsenden durften, von denen aber – aufgrund der damaligen politischen Situation in Osteuropa –, nur eine Minderheit von 25 zur GK-Sitzung erschien.
Dem damaligen Präsidenten der GK, Carlos Kozel (Argentinien), wurden Vergehen im Bereich der Finanzen und bei der Unterstützung von Amtsträgern (Kissener; Korpmann) vorgeworfen, denen moralische Vergehen (bzgl. der ehelichen Treue) angelastet wurden. Die Klärung dieser Fragen und andere Gründe brachten die GK an den Rand des Scheiterns, zudem wurde ein Antrag auf Untersuchung des Missbrauchs der Autorität der führenden Männer Kozel, Müller (Vizepräsident) und Ringelberg (GK-Vorsitzender), bzgl. der Unordnung während der GK, am 20. Mai eingebracht. Dieser Antrag wurde zurückgewiesen und es kam zum Protest und Auszug von 11 anwesenden Delegaten der Konferenz, unter dem GK-Sekretär Dumitru Nicolici (USA/Rumänien). Worauf die Gruppe um Kozel, mit nur 14 Delegatenstimmen die abwesenden 11 Delegaten ihrer Ämter enthoben. Da aber 14 Delegaten, von den 53 weltweiten Delegatenstimmen, nur eine kleine Minderheit darstellten, wurden diese Amtsenthebungen mit den Statuten der Gemeinschaft als unvereinbar angesehen. Nicolici hatte durch Briefe belegt, bzgl. der Übertragung der Stimmrechte, die Unterstützung von mindestens 37 Delegaten (11 anwesende und 26 abwesende Delegaten), was eine klare Mehrheit darstellte, dennoch wurde die Amtsenthebungen bzw. die Trennung durch die 14 Delegaten Kozels nie zurückgenommen.
Beide Gruppen (STA-REF und IMG) nehmen bis heute für sich in Anspruch, die ursprüngliche Reform-Bewegung zu sein.
Carlos Kozel wurde am 24. Mai 1951, in Utrecht, von den 14 Delegaten, unter Abwesenheit der ihrer Ämter und somit Stimmrechte „enthobenen“ Nicolici-Delegaten, die weiter in Zeist waren, als Präsident seiner Gemeinschaft, d. h. der heutigen Internationale Missionsgesellschaft der Siebenten-Tags-Adventisten, Reformationsbewegung (IMG) (im Jahr 2017: 33.663 Mitglieder), gewählt.
Im Februar 1952 wurden von Osborne und Kozel zwei Prozesse, wegen Besitz- und Namensansprüchen, gegen die amerikanische Union und die Generalkonferenz der Gemeinschaft unter Nicolici, in Sacramento, USA, eröffnet. Osborne und Kozel gewannen die von ihnen eingebrachten Gerichtsklagen nicht, sodass der US-Unionsbesitz und die Rechte über die GK-Zentrale, in Sacramento, USA, und das Recht auf den Namen der Gemeinschaft („Seventh Day Adventist Reform Movement General Conference“) der Mehrheitsguppe, um den neuen Präsidenten Nicolici zufielen. Im Juni 1952 beschloss die Gemeinschaft um Kozel eine Neuorganisation, mit Sitz ihrer Generalkonferenz (IMG) in Dänemark und später in Deutschland.
Bei der nächsten Generalkonferenz der STA-REF, in Sau Paulo, im Mai 1955, betrug die Mitgliederzahl über 9.000, also nur rund 1.700 weniger als bei der Konferenz der Spaltung von 1951.
Am 26. April 1989 versuchte der Präsident der STA-REF, João Moreno, einen Prozess der Versöhnung und Vereinigung mit der Internationalen Missionsgesellschaft der Siebenten Tags Adventisten, Reformationsbewegung (IMG) einzuleiten, der 1992, trotz nahezu völliger Übereinstimmung in Glaubensfragen, an den der STA-REF gestellten Vereinigungsbedingungen scheiterte.

## Gegenwart
Die Mitgliederzahl der STA-REF betrug Anfang 2025 weltweit 44.060. Die Zuwachsrate der Gemeinschaft lag von 2019 bis 2025 bei durchschnittlich 0,8 Prozent pro Jahr. Länder mit den meisten Mitgliedern sind (2018): Brasilien: 10.580; Peru: 2.998; Rumänien: 2.526; Kongo: 2.451; Angola: 2.423; Indien: 1.500; Philippinen: 1.403. Die Weltkirchenleitung (Seventh Day Adventist Reform Movement) hat den Sitzt in Roanoke (Virginia, USA); die deutsche Zentrale befindet sich in Flörsheim am Main. In Deutschland wurde die Mitgliederzahl im Jahr 2014 mit 200 angegeben. In Österreich gibt es drei Gemeinden (Christliches Gesundheitswerk, STA-REF), mit gesamt ca. 60 Mitgliedern (2021); die Zentrale ist in Wolfern (OÖ).
Die Kirche gibt den vierteljährlich erscheinenden Herold der Reformation sowie die Kinder- und Jugendzeitschrift Der Freund heraus.

## Lehre
Der Mittelpunkt der Lehre ist die Botschaft von dem zukünftigen Wiederkommen Jesu Christi auf die Erde. Er ist der Gottessohn, Herr der Schöpfung (es wird ein Zusammenwirken von Gott dem Vater mit seinem Sohn bei der Schöpfung und der Junge-Erde-Kreationismus gelehrt) und Gekreuzigter von Golgota und sagt dieses große, sichtbare Ereignis im letzten Buch der Bibel, der Offenbarung, voraus: „Siehe ich komme bald…“ (Offb 3,11 ). Dieser Gedanke kommt auch im Namen der Gemeinschaft deutlich zum Ausdruck. Ihre Gläubigen streben danach, sich in ihrem täglichen Leben auf diesen Moment hoffnungsvoll vorzubereiten. Sie sind davon überzeugt, dass Jesus Christus die Probleme des Planeten (Umwelt, Kriminalität, Not, Krankheit, Tod) durch eine Neuschöpfung lösen wird.
Die Siebenten-Tags-Adventisten Reformationsbewegung versteht sich als gegenwärtiger Teil einer historischen Gemeinde Gottes, die die biblische Wahrheit seit Bestehen der Menschheit bis in die Gegenwart weiterträgt. Das Wort Gottes wurde demnach von den biblischen Patriarchen über die Propheten, Jesus Christus und die Apostel, die Epoche des christlichen Niedergangs und der Reformation bis in die Neuzeit immer wieder durch aufrichtig studierende Christen weitergegeben.
Ellen G. White, Mitbegründerin der Siebenten-Tags-Adventisten, war nach Überzeugung der Gemeinschaft ein weiteres Werkzeug Gottes, das zahlreiche Bücher, Inspirationen, Bibelerklärungen und -Auslegungen verfasste, um Millionen Menschen die verlorene biblische Wahrheit wieder nahezubringen. Dazu gehört auch die Beachtung des biblischen Sabbat als Ruhetag Gottes, der unveränderter Teil der Zehn Gebote und Geschenk an die Menschheit ist. Wie alle Siebenten-Tags-Adventisten halten daher die Gläubigen am Samstag ihren Gottesdienst.
Ein weiterer wichtiger Teil der Glaubensdoktrin ist die „Heiligtumslehre“, die alttestamentliche Zeremonien der Israeliten und die Stellung des Hohenpriesters im Tempel als Prophezeiung oder Vorschau auf Jesus Christus ansieht. Jesus starb nicht nur als „Lamm Gottes“ am Kreuz, sondern sei auch heute „Hoherpriester“ in einem vergleichbaren Heiligtum in Gottes Nähe. Er nehme Menschen an, die ihr fehlerhaftes Leben einsehen, bereuen und ihm nachfolgen. Dieses biblische Verständnis wird als göttlicher Erlösungsplan für die von Gott entfernte und abgefallene Menschheit gesehen. Nach Überzeugung der Gemeinschaft ist dies Teil eines wichtigen Gottesverständnisses, der von den Kirchen der Ökumene als Sonderlehre betrachtet, nicht weiter beachtet und/oder abgelehnt wird. Daher verstehen sich die STA-REF als Reformationsbewegung.
Die STA-REF hat eine ähnliche theologische Ausrichtung wie ihre Mutterkirche, die Freikirche der Siebenten-Tags-Adventisten, legt diese aber strenger aus. Dazu zählen die unbedingte Einhaltung des Sabbatgebotes, die Gläubigentaufe, das absolute Verbot der Wiederheirat bei Ehescheidung und der Glaubensgrundsatz des konsequenten Vegetarismus. Dies drückt sich im Weiteren in einer Lebensreform aus, die Genussmittel wie Tabak und Alkohol, ungesunde Ernährung und Modeerscheinungen ablehnt. Anders als die Freikirche der Siebenten-Tags-Adventisten sind beide reformadventistische Gruppen darum bemüht, in erster Linie ihre Glaubensvorstellungen und Traditionen und weniger den gesellschaftlichen Trend zu leben. Daher lehnen sie zum Beispiel auch die ökumenische Bewegung ab, deren Bestrebungen als Vereinheitlichung zu einem nicht biblischen Universalglauben gesehen werden.